# Онте
Онте (фр. Anthé) насеље је и општина у југозападној Француској у региону Аквитанија, у департману Лот и Гарона која припада префектури Вилнев сир Лот.
По подацима из 2011. године у општини је живело 187 становника, а густина насељености је износила 13,42 становника/km². Општина се простире на површини од 13,93 km². Налази се на средњој надморској висини од 110 метара (максималној 252 m, а минималној 92 m).

## Демографија
| 1962. | 1968. | 1975. | 1982. | 1990. | 1999. | 2011. |
| ----- | ----- | ----- | ----- | ----- | ----- | ----- |
| 235   | 235   | 203   | 218   | 202   | 208   | 187   |

График промене броја становника у току последњих година